# Adam Konstanty Humnicki
Adam Konstanty Humnicki herbu Gozdawa – starosta horodelski w latach 1698-1711.
Pochowany 26 września 1715 roku w  kościele Franciszkanów Reformatów w Przemyślu.